# Legion Rugby Challenge
Le Legion Rugby Challenge est un tournoi de pré-saison européen de gala de rugby à XV, qui implique quatre équipes. Fondé en 2013, il est organisé par Legion Sports International.

## Histoire
En 2013, pour la 1re édition au Stade de Genève à Genève en Suisse, participent les Harlequins, champions d’Angleterre en titre, et leurs dauphins, les Leicester Tigers. Les Français sont représentés par le Racing Métro et le Montpellier HR.
En 2014, pour la 2de édition au Stade des Alpes à Grenoble, sont présents, outre le FC Grenoble qui reçoit et le Montpellier HR qui défend son trophée, les Anglais représentés par les Harlequins et les London Irish.

## Participants
- 2013 : Legion Geneva Challenge
  -  Harlequins
  -  Leicester Tigers
  -  Montpellier HR
  -  Racing Métro

- 2014 : Legion Rugby Challenge
  -  FC Grenoble
  -  Harlequins
  -  London Irish
  -  Montpellier HR

## Palmarès
- 2013 : Legion Geneva Challenge

Les deux matches se jouent le 9 août 2013 :
| Equipe A     | Score A - B | Equipe B   |  | Equipe C       | Score C - D | Equipe D         |  | Lieu            | Spectateurs | Vainqueur      |
| ------------ | ----------- | ---------- |  | -------------- | ----------- | ---------------- |  | --------------- | ----------- | -------------- |
| Racing Métro | 40 – 28     | Harlequins |  | Montpellier HR | 52 – 15     | Leicester Tigers |  | Stade de Genève | env. 10 000 | Montpellier HR |

- 2014 : Legion Rugby Challenge (SuperCrunch)

Les deux matches se jouent le 9 août 2014 :
| Equipe A       | Score A - B | Equipe B     |  | Equipe C    | Score C - D | Equipe D   |  | Lieu                     | Spectateurs | Vainqueur   |
| -------------- | ----------- | ------------ |  | ----------- | ----------- | ---------- |  | ------------------------ | ----------- | ----------- |
| Montpellier HR | 21 – 26     | London Irish |  | FC Grenoble | 31 – 10     | Harlequins |  | Stade des Alpes Grenoble | env. 8 000  | FC Grenoble |

## Meilleur joueur du tournoi
- 2014 :  Alipate Ratini (FC Grenoble)[13]

## Controverse
Le FC Grenoble Rugby, participant à la deuxième édition de ce tournoi, accuse l'organisateur d'escroquerie :
« Nos factures et nos relances sont restées sans réponse », explique Guillaume Gouze, directeur administratif du club grenoblois. « En octobre, nous avons appris que la société avait été mise en faillite par son propriétaire, qui a mis ses deux employés devant le fait accompli. Reste à savoir si LSI possède suffisamment d'avoirs pour payer tout le monde. Notre crainte, c'est d'avoir contractualisé avec une entreprise qui n'existait déjà plus. »
Le préjudice total s’élève « à plus de 200 000 euros ».